# علامة المريخ
الرمز ♂ له المعاني التالية:
- ذكر الإنسان أو الحيوان.
- إله المريخ في الأساطير
- كوكب المريخ في التنجيم والفلك.
- الحديد في الكيمياء.

شمال

أنه يعارض "الرمز رمز النوع الاجتماعي.والذي يعني الإناث.